# Jeddah Club
Der Jeddah Club (arabisch نادي جدة السعودي), auch bekannt als Jeddah Sports Club (arabisch نادي جدة) ist ein saudi-arabischer Sportverein aus Dschidda in der Provinz Mekka. Die Fußballmannschaft spielt in der zweiten Liga, der Saudi First Division League.

## Namenshistorie
| Jahr          | Vereinsname                         |
| ------------- | ----------------------------------- |
| 1929          | Gründung als Al Hilal Club (Jeddah) |
| 1968          | Umbenennung in Al Rabeea Club       |
| 24. Juni 2016 | Umbenennung in Jeddah Club          |

## Stadion
Der Verein trägt sein Heimspiele im Prince Abdullah Al-Faisal Stadium  in Dschidda  aus. Das Stadion hat ein Fassungsvermögen von 27.000 Personen.

## Trainer
| Trainer           | Nation        | von             | bis                |
| ----------------- | ------------- | --------------- | ------------------ |
| Abdelhay Laatiri  | Tunesien      | 29. Juni 2019   | 14. September 2019 |
| Bandar Basraih    | Saudi-Arabien | 1. August 2021  | 30. Januar 2022    |
| Yousef Anbar      | Saudi-Arabien | 10. Januar 2022 | 30. Juni 2022      |
| Maher al-Shammari | Kuwait        | 25. April 2022  | 1. Juni 2022       |
| Yamen Zalfani     | Tunesien      | 6. Mai 2023     | 30. Juni 2023      |
| Maher al-Shammari | Kuwait        | 26. Juni 2023   |                    |